# First Episode at Hienton
First Episode at Hienton è una canzone composta e cantata da Elton John. Il testo è di Bernie Taupin. Proviene dall'omonimo album Elton John.
È una delle prime canzoni mai composte dal duo; il testo di Taupin parla del complesso rapporto tra un uomo e una ragazza chiamata Valerie, forse il resoconto di una esperienza adolescenziale di Bernie stesso.
Mette in evidenza l'onnipresente pianoforte di Elton, che conduce la melodia, e anche l'onnipresente orchestra che si esibisce in tutto l'album. I laboriosi arrangiamenti sono di Paul Buckmaster. Nella canzone è presente anche il sintetizzatore Moog, suonato da Diana Lewis. Come tutto l'album di provenienza, la canzone è stata notata da buona parte della critica.